# 要博士の異常な映画愛〜勝手にセリフ変えてみました〜
『要博士の異常な映画愛〜勝手にセリフ変えてみました〜』（かなめはかせのいじょうなえいがあい かってにセリフかえてみました）は、テレビ東京系列で2017年10月16日から12月18日まで、毎週火曜日0時12分（月曜深夜）より放送されていたバラエティ番組。要潤の初冠番組。
著作権の切れた名作映画のワンシーンに新たなセリフやBGMを当ててオリジナル動画を作成、映画を愛する「博士（支配人）」に扮した要潤がゲストと共に鑑賞するといった構成となっている。名画に当てるセリフやBGMは劇作家、お笑い芸人、落語家、作家、放送作家、脚本家、音響スタッフなど延べ100名以上に依頼していた。
プロデューサーの太田勇によれば、司会に要潤を起用した理由として「若すぎず、年齢が高すぎず、ある程度重みがあって、且つバラエティーの感覚も持っているから」と述べていた。また、往年の映画ファンに配慮し、まず最初に名画のワンシーンを流した上で支配人が紙芝居で作品の魅力を紹介することにより、作品を知っている人にも楽しめ、且つ知らない人には映画を見てみようと思ってもらえるようにするなどの工夫が為されていた。